# Kevin Álvarez
Kevin Javier Álvarez Hernández, född 3 augusti 1996 är en honduransk fotbollsspelare som spelar för Motagua.

## Karriär
I februari 2019 värvades Álvarez av IFK Norrköping, där han skrev på ett fyraårskontrakt. Den 16 augusti 2021 lånades Álvarez ut till honduranska Real España på ett låneavtal över resten av året. I januari 2022 förlängdes låneavtalet fram till sommaren.
I januari 2023 värvades Álvarez av Motagua.